# C4 Energi
C4 Energi är ett energibolag i Kristianstads kommun som äger elnätet i Kristianstad och Åhus, säljer elhandelsavtal, har fibernät samt producerar fjärrvärme, fjärrkyla, biogas och biogödsel. Fjärrvärmen i Kristianstad produceras i huvudsak med biobränsle. Större delen av fjärrvärmeproduktionen sker vid Allöverket i Kristianstad där man i huvudsak eldar med flis. Företaget ägs av Kristianstads kommun och har drygt 100 anställda.